# Republik Cholodnyj Jar
Die Republik Cholodnyj Jar (ukrainisch Холодноярська республіка) war ein De-facto-Regime und eine Partisanenbewegung, die von 1919 bis 1922 auf dem Gebiet der heutigen Ukraine in der Region Tscherkassy bestanden hat. Sie war die letzte ukrainische Organisation, die im Russischen Bürgerkrieg gegen die Bolschewiki gekämpft hat.

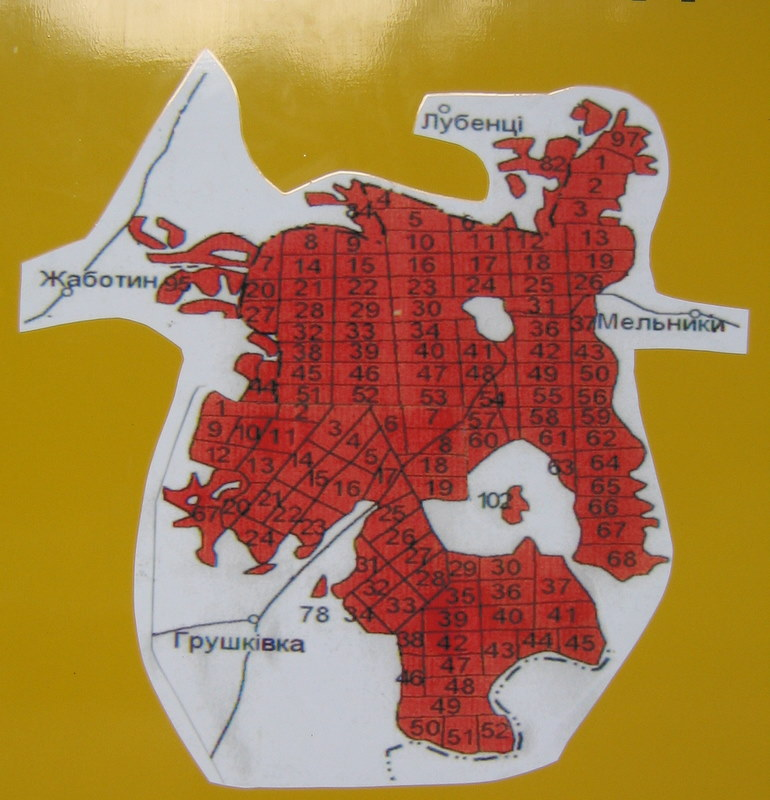
Karte der Republik

## Geschichte
Am 5. April 1919 hatte der Lehrer Oleksa Tschutschupak auf Wunsch der Hegumene des Motroninski-Klosters in Melnyky eine Selbstverteidigungsabteilung, die anfangs aus 22 Kosaken bestanden hat, gegründet. Ihr Zweck war der Schutz der Schätze des Klosters vor russischen Deserteuren, die von den Fronten des Ersten Weltkriegs geflohen waren.

Häuptling Otaman Vasyl Tschutschupak

Melnykys Bewohner, die sich bereits als Vorbereitung für einen Aufstand gegen das Hetmanat organisiert hatten, gründeten anschließend unter der Führung von Oleksas Bruder Wassyl, der ein Fähnrich in der Kaiserlich Russischen Armee war, eine weitere Abteilung, die anfangs aus 400 Leuten bestanden hat. Die Proklamation der Republik Cholodnyj Jar fand am 4. Juni statt und enthielt den folgenden Appell:

„Lasst die Worte unseres unvergesslichen Freiheitskämpfers, Märtyrers und Propheten Taras Schewtschenko wahr werden, der sagte, „Cholodnyj Jar speit immer noch ein Feuer, das alle Feinde sticht.“ Wer also Frieden, Freiheit und das Land seiner Familie liebt, soll jetzt als Kosake nach Cholodnyj Jar kommen. Ihr wisst, Brüder, dass Cholodnyj Jar unsere Festung sein und alle Feinde abwehren wird.“

Die Anzahl der Partisanen wuchs auf 2000 und war an einer Schlacht beteiligt, bei der Denikins Armee aus Tscherkassy vertrieben wurde. Das Territorium der Republik Cholodnyj Jar bestand an seinem Höhepunkt aus mindestens 25 umliegenden Dörfern und hatte eine Bauernrebellenarmee, die aus rund 15.000 Mitgliedern bestand. Ihre Kommandeure nannten sich Atamanen. Die Partisanen bestanden neben der örtlichen Bevölkerung auch aus Menschen aus dem Kuban-Gebiet, der Region Kiew und Galizien. Das Motroninski-Kloster wurde ein Zentrum des ukrainischen Aufstandes gegen die deutsche Besatzung und die Interventionen durch die Weiße Bewegung und die Bolschewiki. Laut Jurij Horlis-Horskyj unterschied die Republik Cholodnyj Jar sich von anderen kontemporären aufständischen Organisationen in der Hinsicht, dass sie die alte Kultur der Kosaken widerspiegelte, in der jeder Bauer bewaffnet und immer zum Kampf bereit war.

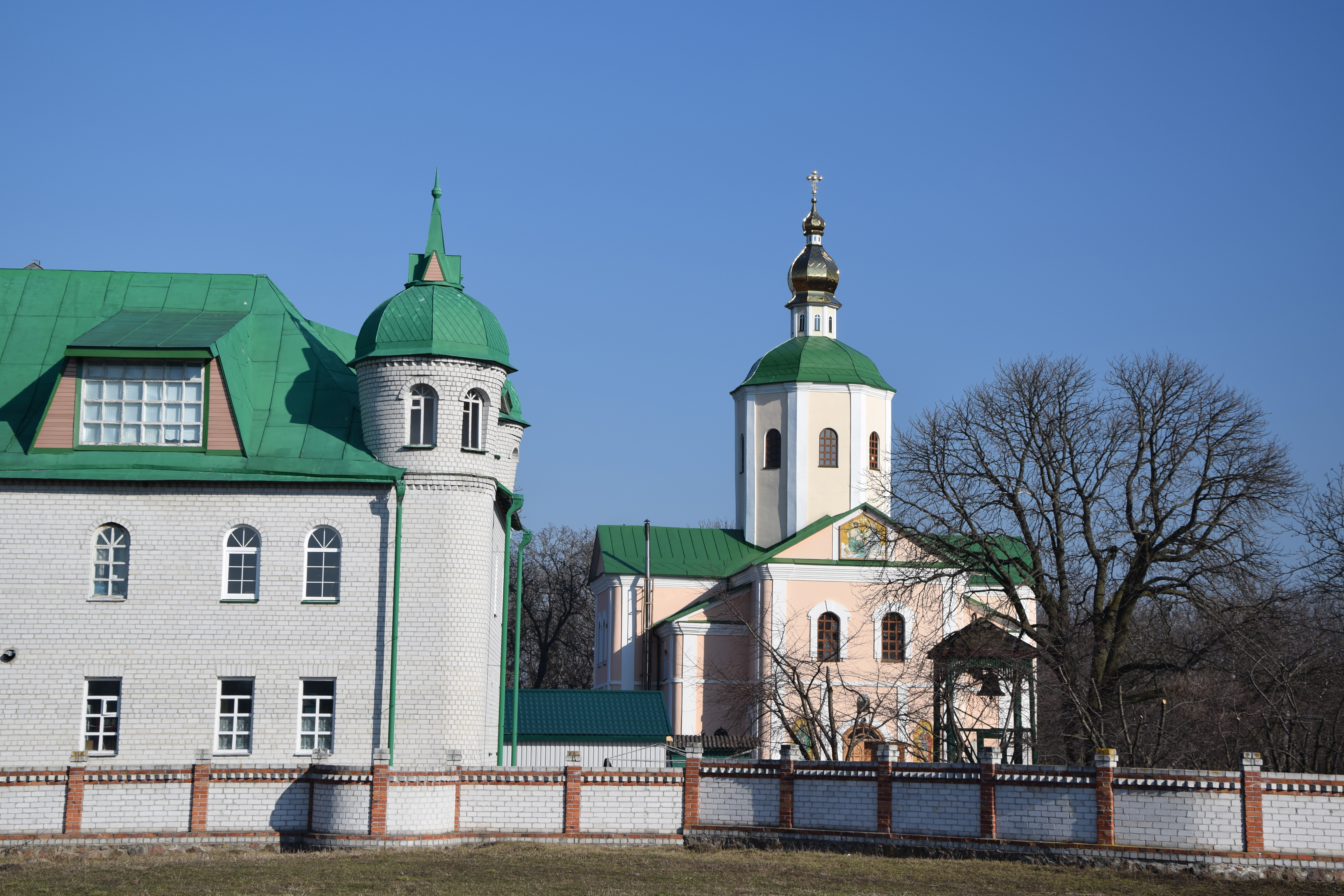
Motroninski-Kloster in Melnyky, Zentrum der Republik Cholodnyj Jar

Im März 1920 führte die Steppendivision der Armee der Ukrainischen Volksrepublik eine Offensive gegen die Bolschewiki und schloss sich bei Kamjanka mit der Armee von Cholodnyj Jar zusammen. Am 24. September fand ein Treffen in Medwediwzi, wo der Kolijiwschtschyna-Aufstand begonnen hatte, statt. Dabei waren die Kommandeure der Steppendivision und die Atamanen anderer Regionen anwesend. Kostjantyn  Pestuschko wurde dabei zum obersten Atamanen aller Rebelleneinheiten von Cholodnyj Jar und der Umgebung ernannt.
Laut dem tschekistischen Historiker Borys Koselskyj war Cholodnyj Jar aufgrund seiner geografischen Lage und romantischen mittelalterlichen Legenden eine uneinnehmbare Festung für die sowjetischen Behörden. Im August 1921 hatte die Tscheka mindestens 20 Atamanen dazu überredet, gegen Amnestie die Waffen niederzulegen.
Am 29. September 1922 lockten die Bolschewiki die letzten Partisanen von Cholodnyj Jar in Swenyhorodka in einen Hinterhalt. Ihnen wurde vorgeworfen, einen allukrainischen Aufstand vorbereitet zu haben. Am 2. Februar 1923 wurden sie vom Kiewer provinziellen Prüfungstribunal zum Tode und der Konfiszierung ihres Besitzes verurteilt. Sie wurden zum Lukjaniwska-Gefängnis geschickt. Am 9. Februar töteten sie die Wächter, beschlagnahmten Waffen und wurden beim Fluchtversuch während eines vierstündigen Kampfes getötet. Dieser Aufstand markierte die endgültige Etablierung der sowjetischen Macht in der Ukraine.

## Vermächtnis

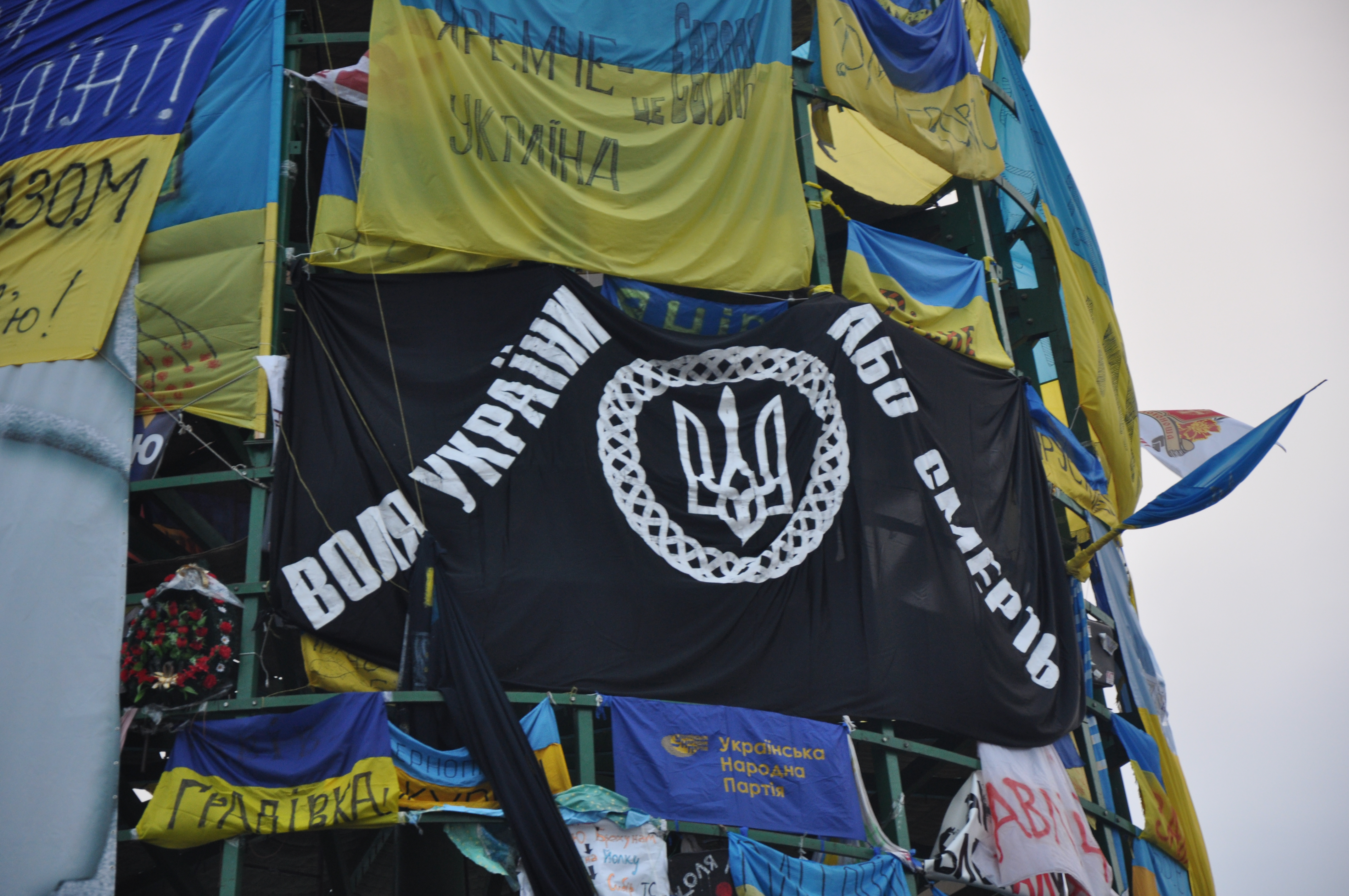
Flagge der Republik Cholodnyj Jar bei den Euromaidan-Demonstrationen in Kiew (2013)

Die Rebellion von Cholodnyj Jar wurde im 20. Jahrhundert in der Ukraine und der ukrainischen Diaspora zu einem politischen Mythos. Heutzutage findet jedes Jahr eine Prozession zu Ehren der Helden der Republik Cholodnyj Jar statt und die Spezialkräfte des ukrainischen Militärs legen in Gedenken einen feierlichen Schwur ab. Die Flagge der Republik Cholodnyj Jar wurde bei den Euromaidan-Demonstrationen verwendet. Die 93. Selbständige mechanisierte Brigade ist nach Cholodnyj Jar benannt. Von Oktober 2020 bis Januar 2021 fand eine Ausstellung über Cholodnyj Jar im Ukrainischen Institut für Nationale Erinnerung statt.